# 槙ようこ
槙 ようこ（まき ようこ、1981年7月11日 - ）は、日本の女性漫画家である。日出高等学校卒業。デビュー直前までの投稿で使っていたペンネームは香牧（かまき）ようこだった。漫画家の持田あきは実の妹であり、姉妹による合作の連載も行った。

## 略歴
- 1999年 - 『ラブサービス！』で第354回りぼんNEW漫画スクール佳作、ならびに、第71回SB賞を受賞した。当時高校2年生であった。
- 2000年 - 初コミックス「枯れ気に恋を咲かせます」をりぼんマスコットコミックスより発売した。『りぼん』（集英社）10月号より「ソラソラ」を翌年1月号まで連載した。
- 2001年 - 『りぼん』4月号より「あたしはバンビ」を翌年2月号まで連載した。
- 2002年 - 『りぼん』4月号より2005年1月号まで『愛してるぜベイベ★★』を連載した。3年間に亘る連載に加え、2004年にはアニメ化もされるなど、同作品は槙の代表作となった。
- 2007年 - 『りぼん』にて『山本善次朗と申します』の連載を開始したものの、連載から約1年後の2008年3月に体調不良を理由に連載を中断した。1年近くに及ぶ活動休止の後、本編の続きは単行本での描き下ろしにて行われる旨が発表され、完結したのは2011年になってからである。
- 2010年 - 『ARIA』（講談社）で、持田あきとの合作『ピカ☆イチ』の連載を開始した。槙は作画担当で、持田は脚本を担当している。同年『Cookie』（集英社）10月号にて、持田との合作『zen zen』を発表し、その後、2011年2月号から4月号まで短期連載された。ちなみに本作は続編も予定されていたが、続編の執筆は実現されなかった。
- 2011年 - 東日本大震災チャリティー漫画本への寄稿を行った[2][3]。
- 2012年 - 『リぼん』9月号より『ロマンチカクロック』の連載を開始。2015年12月号で完結。
- 2016年 - 『りぼん』8月号より『きらめきのライオンボーイ』の連載を開始。
- 2019年 - 『りぼん』4月号にてデビュー20周年の記念特集が掲載される。しかし、同年の8月号をもって『きらめきのライオンボーイ』を終了すると同時に、漫画家を引退することを宣言した[4]。引退を決めた具体的な理由は明かされていない。
- 2020年 - 自身のデビュー20周年期間の3月17日までSNSアカウントは継続するとしていたが[5]、イラスト集の発売等で5月31日まで継続。6月1日に全SNSアカウントを閉鎖した。
- 2023年 - 「maki」の名義で、イラストレーターとして活動を再開。『りぼん』12月号からイラストだけの連載「no words.」を発表している。[要出典]

## 人物
血液型はA型。利き手は右手だが、ギャグ絵なら左手で描けるとのことである。自身の性格は「自分でも一言では言えない。分かってくれる人だけ分かってくれればいいやと思うタイプ」と述べている。槙は幼少期からネコよりもイヌが好きであったと語っており、「レオ」と名付けられたイヌを飼育していたことがある。『愛してるぜベイベ★★』のヒロインである坂下ゆずゆのモデルは、このレオだと公表されている。

## 作品リスト
- 枯れ気に恋を咲かせます（集英社、全1巻）
  - 枯れ気に恋を咲かせます（集英社、『りぼん』2000年春のびっくり大増刊号）
  - ヘヴィクラッシュ!（集英社、『りぼんオリジナル』1999年12月号）
  - ジューシー☆ゲーム（『りぼんオリジナル』1999年8月号）
  - ラブサービス!（『りぼんオリジナル』1999年4月号、デビュー作）
- ソラソラ（『りぼん』2000年10月号 - 2001年1月号、初連載、全1巻）
  - 恋してルルル（『りぼん』2000年3月号）
- あたしはバンビ（『りぼん』2001年4月号 - 2002年2月号、全3巻）
  - ココロ・キラリ（『りぼんオリジナル』2000年6月号、第1巻収録）
  - アイコでジョー（『りぼん』2000年8月号、第2巻収録）
  - きいてきいて、王子（『りぼん』2001年11月号別冊付録、第3巻収録）
  - サバイバル（『りぼんオリジナル』2001年2月号、第3巻収録）
- 愛してるぜベイベ★★（『りぼん』2002年4月号 - 2005年1月号、全7巻、2004年にアニメ化。）
- STARBLACKS（『りぼん』2005年4月号 - 12月号、全2巻）
- たらんたランタ（『りぼん』2006年2月号 - 2007年1月号、全2巻）
- 山本善次朗と申します（『りぼん』2007年2月号 - 2008年3月号、15話は単行本描き下ろし、16話・17話は『りぼんスペシャルハート』2009年夏の大増刊号、『りぼんスペシャルダイヤ』2009年大増刊号、全5巻）
  - 愛してない（2008年お正月大増刊号『りぼんスペシャル』2008年お正月大増刊号、第3巻収録）
- 14R（全1巻）
  - 14R（単行本描き下ろし作品）
  - 真昼に翔けだす（『りぼん』2006年夏休み超びっくり大増刊号）
  - ワタクシサマ（『りぼんスペシャル』2007年夏休み大増刊号）
  - 恋をはじめる僕たちに（『りぼんオリジナル』2004年4月号）
  - デイリーニュース（『りぼんオリジナル』2003年2月号）
- 勝利の悪魔（『りぼん』2009年3月号 - 2010年5月号、全3巻）
- ピカ☆イチ（講談社『ARIA』にて連載した持田あきとの合作漫画、全7巻）
- zen zen（『Cookie』、当初は読みきりでの掲載だったが、後に短期連載になった。持田あきとの合作漫画。『Cookie』 2010年10号、2011年2月号 - 4月号、既刊1巻）
- 世界はきみを救う!（全1巻）
  - 世界はきみを救う!（2013年春の大増刊号『りぼんスペシャルハッピー』2013年春の大増刊号（前編）・『りぼんスペシャルキュート』2013年大増刊号（後編））
  - ボクのキャンディ（『りぼん』2012年2月号）
  - クリアノート（『りぼんスペシャルリアル』2011年秋の大増刊号）
  - グリーンボーイ×ブルーガール（『りぼんスペシャルレモン』2010年夏の大増刊号）
- ロマンチカクロック（『りぼん』2012年9月号 - 2015年12月号、全10巻）
  - 柏野君は魔法使い（『りぼんスペシャル』2012年冬の大増刊号、2巻収録）
  - トリックオンザチョコレート（『りぼんスペシャルキュート』2013年春の大増刊号、3巻収録）
  - まひろちゃんの（『りぼんスペシャルバニラ』2013年夏の大増刊号、4巻収録）
  - Dear Chloe（2013年冬の大増刊号『りぼんスペシャル』掲載、5巻収録）
  - レモンはあまのじゃく（『りぼんスペシャル』2013年冬の大増刊号、7巻収録）
  - うさぎメランコリー（『りぼん』2016年6月号、10巻収録）
- きらめきのライオンボーイ[注 1]（2016年 - 2019年、全10巻）
  1. 2016年10月25日発売[9]、『りぼん』2016年8月号[10] - 、ISBN 978-4-08-867434-6
  2. 2017年3月24日発売[11]、ISBN 978-4-08-867449-0
  3. 2017年6月23日発売[12]、ISBN 978-4-08-867465-0
  4. 2017年10月25日発売[13]、ISBN 978-4-08-867478-0
  5. 2018年2月23日発売[14]、ISBN 978-4-08-867488-9
  6. 2018年6月25日発売[15]、ISBN 978-4-08-867505-3
  7. 2018年10月25日発売[16]、ISBN 978-4-08-867518-3
  8. 2019年2月25日発売[17]、『りぼん』2018年10月号 - 2019年1月号、ISBN 978-4-08-867538-1
  9. 2019年6月25日発売[18]、『りぼん』2019年2月号 - 5月号、ISBN 978-4-08-867551-0
  10. 2019年10月25日発売[19][20]、『りぼん』2019年6月号、8月号[21]、ISBN 978-4-08-867567-1
    - きらめきのライオンボーイ 番外編（『りぼんスペシャルミント』2019年夏の大増刊号）
    - きらめきハート[22]（『りぼん』2018年12月号別冊ふろく 星座図鑑〜Zodiac Sign Book〜、『ミドリ』名義）
    - おまけ（描きおろし）

### アンソロジー
- 東日本大震災チャリティー漫画本 PARTY! HANA[2][注 2]（2011年8月5日発売[3]、メディアパル、ISBN 978-4-89610-201-7）

### イラスト集
- 槙ようこイラスト集 Graduation（2020年5月25日発売[23][24]、集英社、ISBN 978-4-08-792061-1）

### 単行本未収録作品
- キクチサメジマ[25][26]（『りぼん』2017年8月号）

## アシスタント経験者
槙ようこの作品のアシスタントを経験したことのある者で、漫画家として独立した者としては、以下のような人物が存在する。
- 朝吹まり[27][28]
- 岩清水わさび
- 黒崎みのり[29]
- アミュー[30]
- 夕希実久[27]